# Francis Peyton Rous
Francis Peyton Rous (Baltimore (Maryland), 5 oktober 1879 – New York, 16 februari 1970) was een Amerikaans patholoog en Nobelprijswinnaar. In 1966 won hij de Nobelprijs voor de Fysiologie of Geneeskunde voor ontdekking dat virussen bij dieren tumoren kunnen veroorzaken. Hij deelde de prijs met Charles Huggins, die de prijs voor een ander onderzoek kreeg.

## Biografie
Rous werd geboren in Baltimore, Maryland, als zoon van de graanhandelaar Charles Rous en Frances Anderson Rous. Zijn opleiding aan de Johns Hopkins-universiteit moest hij in het tweede studiejaar onderbreken toen hij tuberculose opliep, volgens hem als gevolg van besmet lijk die hij in de klas moest ontleden. Hij herstelde in het warme weer van Texas, terwijl hij werkzaam was op een boerderij. Hierna hervatte hij zijn studie en behaalde in 1905 zijn mastergraad. Hij doceerde pathologie voor enkele jaren aan de Universiteit van Michigan om vanaf 1909 zijn verdere carrière door te brengen aan het Rockefeller-instituut in New York.
Gedurende de Eerste Wereldoorlog ontwikkelde Rous, samenwerkend met Joseph R. Turner, een citraatglucose-oplossing die het mogelijk maakte om bloed langdurig te bewaren zonder te klonteren. Dit leidde tot de oprichting van de eerste bloedbank nabij de frontlinies in België, een ontwikkeling die uiteindelijk talrijke levens heeft gered.
In 1911 ontdekte Rous dat bepaalde maligne tumoren groeiende van connectief weefsel overgedragen kunnen worden door een submicroscopisch agent te injecteren die geëxtraheerd was uit dieren met kanker. Zijn bevinden werden aanvankelijk afgewezen als insignificant of belachelijk, maar leidde tot de theorie – en eventueel bewijs – dat bepaalde kanker worden veroorzaakt door virussen. Vijfenvijftig jaar nadat hij zijn bevindingen had gepubliceerd van de link tussen virussen en kanker werd Rous onderscheiden met de Nobelprijs in 1966 (gedeeld met Charles B. Huggins). Gedurende zijn lange carrière voerde hij belangrijk onderzoek uit naar lymfocyten en bloed, leukemie en benigne tumoren, galblaas- en leverfysiologie. Daarnaast was hij voor bijna vijf decades editor van het wetenschappelijk tijdschrift Journal of Experimental Medicine.
Rous was gehuwd met Marion Eckford deKay. Samen kregen ze drie dochters, Marion (gehuwd met Nobellaureaat Alan Lloyd Hodgkin), Ellen en Phoebe. Rous overleed op negentigjarige leeftijd in New York.

## Werk
De doorbraak kwam in 1910 toen Rous vocht weghaalde uit een onregelmatig gevormde bult die in de borst van een kip groeide en injecteerde dat in bij een andere kip. Een maand later was de eerste kip overleden aan kanker, een sarcoom. In de tweede kip had eenzelfde tumor ontwikkeld. Hij had aangetoond dat tumoren overgebracht konden worden van kip naar kip, zelfs wanneer Rous de kankercellen en al hun begeleidende bacteriën uit de stukjes tumor had gefilterd. Het transportmedium bleek het Rous-sarcoomvirus (RSV) te zijn, een lid van de tot dan toe onbekende groep van retrovirussen. Deze virussen stoppen een kopie van hun genoom in het DNA van de cellen die ze infecteren.